# Кордонское сельское поселение
Кордо́нское се́льское поселе́ние — муниципальное образование в Кишертском районе Пермского края.

## История
14 октября 1954 года был образован Кордонский сельский совет, который был выделен из Пашовского сельсовета.
В 1963 году Кордонский сельский совет был переименован в поселковый Совет и передан в подчинении Кунгурскому горисполкому, позднее райисполкому.
В ноябре 1965 года был снова образован Кишертский район и Кордонский поселковый совет был передан Кишертскому райисполкому.
Решением Законодательного Собрания Пермской области № 442 от 28.03.2006 года рабочий поселок Кордон был отнесен к категории сельский поселений и Кордонский поселковый совет был преобразован в Кордонский сельсовет .
Руководствуясь ст. 11,ст 15,17 Федерального закона от 06 октября 2003 года № 131-ФЗ « Об общих принципах организации местного самоуправления в Российской Федерации» и на основании постановления главы администрации Кишертского района № 256 от 25.10.2005 года администрация Кордонского сельсовета была ликвидирована.
На основании Федерального закона от 06 октября 2003 года № 131-ФЗ « Об общих принципах организации местного самоуправления в Российской Федерации» 9 октября 2005 года состоялись выборы депутатов Советов депутатов сельский поселений Кишертского муниципального района.
2 декабря 2005 года был создан Совет депутатов Кордонского сельского поселения .
Численность Совета депутатов составляет 10 человек.
12 декабря 2005 года была образована администрация Кордонского сельского поселения.
21 апреля 2006 года Кордонское сельское поселение было внесено в государственный реестр муниципальных образований.

## Население
Данные Росстата
| 2000  | 2004  | 2008  | 2009  | 2010  | 2012  | 2013  |
| ----- | ----- | ----- | ----- | ----- | ----- | ----- |
| 1992  | ↘1847 | ↘1684 | ↗1706 | ↘1524 | ↘1494 | ↘1459 |
| 2014  | 2015  | 2016  | 2017  | 2018  | 2019  | 2020  |
| ↘1393 | ↘1354 | ↘1304 | ↘1284 | ↘1232 | ↘1185 | ↘1167 |

Данные похозяйственного учёта.
| Численность населения | Численность населения | Численность населения | Численность населения | Численность населения | Численность населения |
| 2000                  | 2004                  | 2008                  | 2012                  | 2014                  | 2015                  |
| --------------------- | --------------------- | --------------------- | --------------------- | --------------------- | --------------------- |
| 1992                  | ↘1847                 | ↘1819                 | ↘1757                 | ↗1761                 | ↘1760                 |

Численность населения, всего — 1760 чел., в том числе:
- численность детей в возрасте до 1 года −10 чел.
- численность детей в возрасте от 1 года до 6 лет −110 чел.
- численность детей в возрасте от 7 до 17 лет- 187 чел.
- численность детей в возрасте 18 лет — 26 чел.
- численность населения в трудоспособном возрасте 928 чел.

из них работающие- 527 чел.
- численность населения старше трудоспособного возраста- 499 чел.

## Состав сельского поселения
В состав сельского поселения входят 2 населённых пункта
| № | Населённый пункт | Тип населённого пункта          | Население |
| - | ---------------- | ------------------------------- | --------- |
| 1 | Кордон           | посёлок, административный центр | ↘1067     |
| 2 | Лёк              | посёлок                         | ↘180      |

## Инфраструктура
- Количество объектов потребительского рынка- 20 объектов.
- Кордонский Дом досуга- 144 места
- Библиотека — 6 мест
- Кордонский детский сад −75 мест, 78 воспитанников.
- Кордонская школа −220 мест, 140 учащихся.

## Экономика
- Кордонское отделение Кишертской ЦРБ — 5 чел.
- Кордонское участковое лесничество- 3 чел
- Кордонское отделение Кунгурского узла связи- 6 чел.
- Филиал сбербанка № 1638/0110 — 1 чел.
- Лековское отделение Кунгурского узла связи — 2 чел.
- Железная дорога — 170 чел.
- Администрация с/п — 11 чел.
- Кордонский участок ООО «Кишертьремстрой» — 3 чел.
- Ветучасток — 1 чел.
- ООО «Мастер» −1 чел.
- ООО «Артика» — 4 чел.
- ИП Ладейщиков А. Н. — 4 чел.